# Gustave Sandras
Silvaine Gustave Sandras (ur. 24 lutego 1872 w Croix, zm. 21 czerwca 1951 w Flers-lez-Lille) – francuski gimnastyk, medalista olimpijski.
W 1900 r. reprezentował barwy Francji na rozegranych w Paryżu letnich igrzyskach olimpijskich, podczas których zdobył złoty medal w konkurencji wieloboju indywidualnego.